# Andrėj Razin
Andrėj Aljaksandravič Razin (in bielorusso Андрэй Аляксандравіч Разін?, traslitterazione anglosassone: Andrey Razin; Brėst, 12 agosto 1979) è un ex calciatore bielorusso, di ruolo centrocampista.

## Palmarès

### Club
- Campionato bielorusso: 1

Dinamo Minsk: 2004
- Coppa di Bielorussia: 1

Minsk: 2012-2013